# Apoštolové v Novém zákoně
Nezaměňovat s Učedník (křesťanství). O apoštolech obecně viz Apoštol.

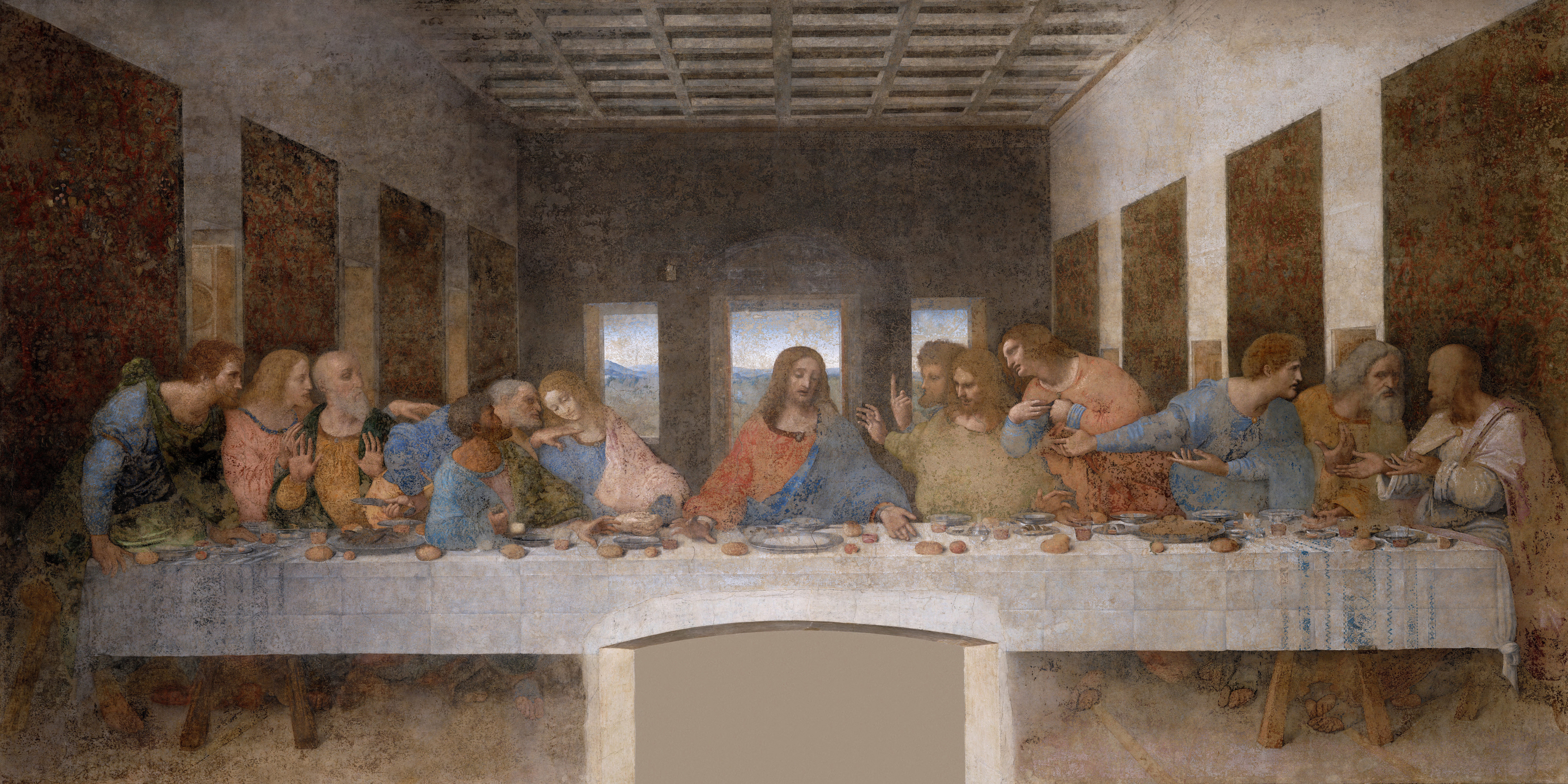
Poslední večeře, nástěnná malba Leonarda da Vinciho z konce 90. let 14. století, je obrazem poslední večeře Ježíše a jeho dvanácti apoštolů v předvečer ukřižování. Santa Maria delle Grazie, Milán

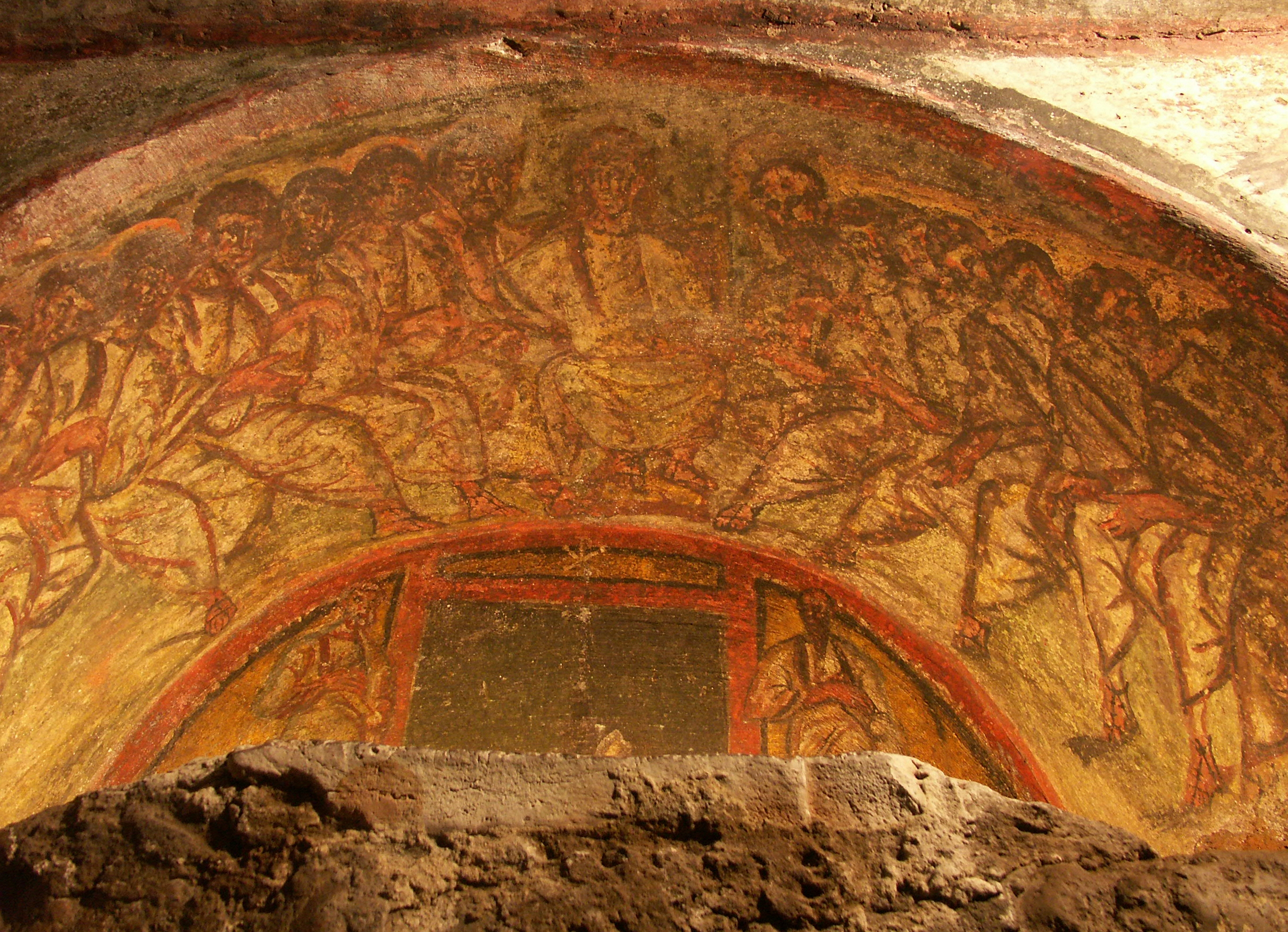
Ježíš a jeho dvanáct apoštolů, freska se symbolem Chi-Rho, Domitillovy katakomby, Řím

V křesťanské teologii a ekleziologii byli apoštolové, zejména dvanáct apoštolů (známých také jako dvanáct učedníků nebo prostě dvanáct), podle Nového zákona hlavními Ježíšovými učedníky. Během Ježíšova života a působení v 1. století n. l. byli apoštolové jeho nejbližšími následovníky a stali se hlavními učiteli Ježíšova evangelijního poselství. Existuje také východokřesťanská tradice odvozená z Lukášova evangelia, podle níž bylo v době Ježíšova působení až sedmdesát apoštolů.
Pověření dvanácti apoštolů během Ježíšova působení je popsáno v synoptických evangeliích. Po svém zmrtvýchvstání jich Ježíš jedenáct (protože Jidáš Iškariotský mezitím zemřel) vyslal Velkým pověřením, aby šířili jeho učení mezi všemi národy. Tato událost se nazývá rozptýlení apoštolů.
V Pavlových listech se Pavel, ačkoli nepatřil mezi původních dvanáct apoštolů, označil za apoštola a uvedl, že byl povolán samotným vzkříšeným Ježíšem během cesty do Damašku. Později se označuje za „apoštola pohanů“. Období a s ním spojené události v časové ose raného křesťanství za života dvanácti apoštolů se nazývají apoštolský věk.

## Jména 12 učedníků Ježíše Krista
1. Šimon (také známý jako Petr)
2. Ondřej (Petrův bratr)
3. Jakub/Jakob (syn Zebedeův a Janův bratr)
4. Jan (Zebedeův syn a Jakubův bratr)
5. Filip (přítel Bartoloměje/Natanaela)
6. Bartoloměj (Filipův přítel, Janovo evangelium ho označuje jako Natanaela)
7. Matouš (celník neboli Lévi)
8. Tomáš (nazývaný také Didymus (dvojče), což je překlad jeho hebrejského jména do řečtiny)[5]
9. Jakob/Jakub (syn Alfeův, aby se odlišil od Jakuba/Jakoba (syna Zebedeova))
10. Šimon (Kananejský)
11. Jidáš Iškariotský (syn Šimona Iškariotského;[6] charakteristika Iškariotský se používá pro odlišení od Judy, známého také jako Juda Jákobův)
12. Juda (též Tadeáš (nebo Lebeus); v některých překladech nazýván „Juda zélóta“[7])

## Etymologie
Další informace: Apoštol#Terminologie
Termín apoštol pochází z řeckého apóstolos (ἀπόστολος) – vznikl z předpony apó- (ἀπό-, ,odʻ) a kořene stéllō (στέλλω, ,posílám, odcházímʻ) – původně znamenal ,posel, vyslanecʻ. Má však silnější význam než slovo posel a blíží se spíše významu ,delegátʻ.

## Biblická vyprávění
Marek – Mk 6, 7–13 (Kral, ČEP) uvádí, že Ježíš původně vyslal těchto dvanáct po dvojicích – srov. Mt 10, 5–42 (Kral, ČEP); Lk 9, 1–6 (Kral, ČEP) do galilejských měst. Text uvádí, že jejich prvotní úkoly byly uzdravovat nemocné a vyhánět démony. Dále jsou poučeni, aby si „na cestu nebrali nic jiného než jen hůl, ani chléb, ani měšec, ani peníze, ale aby si obuli opánky (sandály) a nebrali si dvoje šaty (tuniky)“, a že pokud je v některém městě odmítnou, mají si při odchodu vytřepat prach z opánků, což je gesto, o němž se někteří badatelé domnívají, že bylo míněno jako pohrdavá výhrůžka.
Později v evangelijních vyprávěních se o dvanácti apoštolech říká, že byli pověřeni hlásat evangelium „všem národům“ bez ohledu na to, zda jsou Židé nebo pohané. Pavel zdůraznil důležitou roli apoštolů v Boží církvi, když řekl, že Boží dům je „postaven na základech apoštolů a proroků, přičemž úhelným kamenem je sám Kristus Ježíš“.

### Povolání od Ježíše

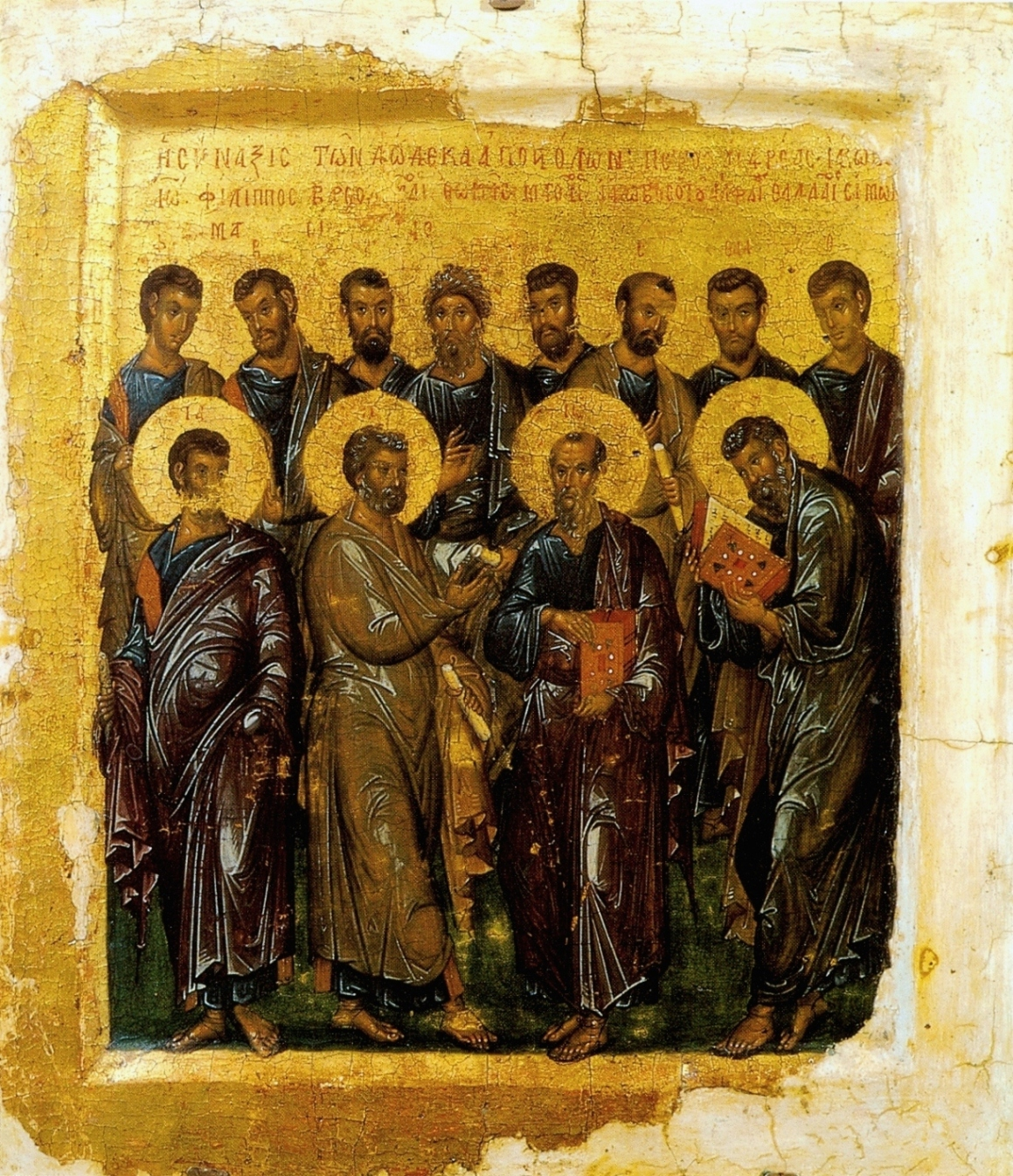
Synaxis (liturgické shromáždění) dvanácti apoštolů. Rusko, 14. století, Moskevské muzeum

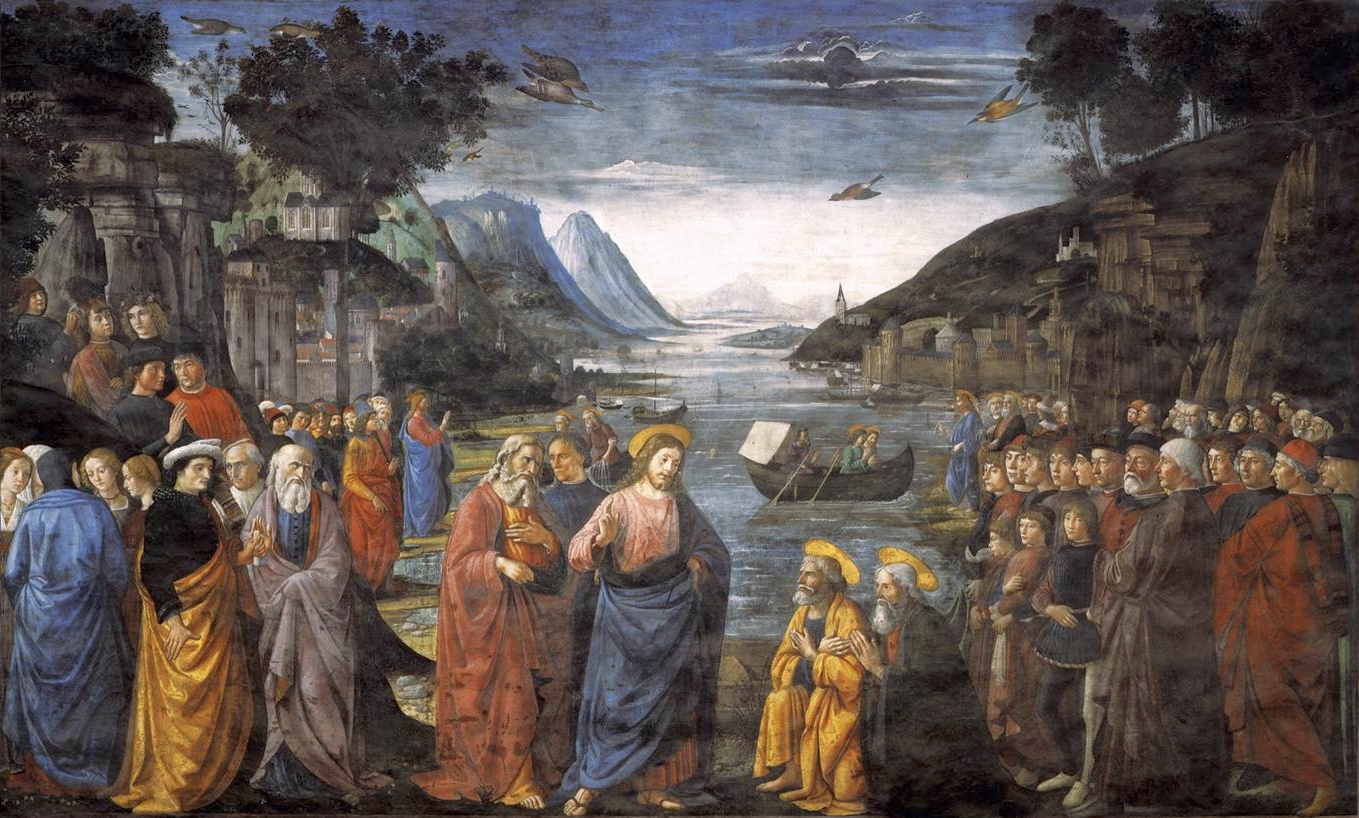
Povolání apoštolů, freska v Sixtinské kapli, Domenico Ghirlandaio, 1481–1482

Všechna čtyři kanonická evangelia popisují okolnosti, za nichž byli někteří z učedníků získáni: Podle Janova evangelia Ondřej, který byl učedníkem Jana Křtitele, a další nejmenovaný učedník Jana Křtitele, tradičně považovaný za Jana, poté, co slyšeli, že Křtitel ukázal na Ježíše jako na „Beránka Božího“, následovali Ježíše a strávili s ním den, čímž se stali prvními dvěma učedníky, které Ježíš povolal. Z tohoto důvodu pravoslavná církev uctívá Ondřeje jménem Protokletos, což znamená „první povolaný“.
Přestože je Ježíš jen krátce požádal, aby se k němu připojili, všichni podle líčení okamžitě souhlasili a opustili sítě. Jejich okamžitý souhlas je považován za příklad božské moci, ačkoli to v textu není uvedeno. Jiným vysvětlením je, že někteří z učedníků mohli o Ježíši slyšet již dříve, jak naznačuje Janovo evangelium, které uvádí, že Ondřej byl učedníkem Jana Křtitele a že on a jeho bratr začali Ježíše následovat, jakmile byl Ježíš pokřtěn.
Matouš popisuje Ježíšovo setkání s Jakubem a Janem, rovněž rybáři a bratry, velmi krátce po přijetí Šimona a Ondřeje. Matouš a Marek označují Jakuba a Jana za Zebedeovy syny. Lukáš k Matoušovi a Markovi dodává, že Jakub a Jan pracovali v týmu se Šimonem a Ondřejem. Matouš uvádí, že v době setkání Jakub a Jan opravovali sítě, ale bez váhání se ochotně připojili k Ježíšovi.
To se shoduje s Markovým a Lukášovým vyprávěním, ale Matouš naznačuje, že muži opustili i svého otce (protože je přítomen ve člunu, který nechávají za sebou), a Carter se domnívá, že by to mělo být interpretováno tak, že Matoušův pohled na Ježíše je pohledem na postavu odmítající tradiční patriarchální strukturu společnosti, kde měl otec nad svými dětmi velení; většina badatelů to však interpretuje pouze tak, že Matouš chtěl, aby tito dva byli vnímáni jako ještě oddanější než druhá dvojice, nebo že Ježíš očekával brzký příchod království.
Synoptická evangelia dále popisují, že Ježíš si později během svého působení všiml celníka v jeho boudě. Celník, který se v Matoušovi – Mt 9, 9 (Kral, ČEP) jmenuje Matouš a v Markovi – Mk 2, 14 (Kral, ČEP) a Lukášovi – Lk 5, 27 (Kral, ČEP) Levi, je Ježíšem vyzván, aby se stal jedním z jeho učedníků. Uvádí se, že Matouš/Levi přijal a poté pozval Ježíše na jídlo se svými přáteli. Celníci byli v židovské společnosti považováni za darebáky a farizeové se podle popisu ptají Ježíše, proč stoluje s tak nečestnými lidmi. Ježíšova odpověď je nyní dobře známá: „Lékaře nepotřebují zdraví, ale nemocní. Nepřišel jsem pozvat spravedlivé, ale hříšníky.“

### Vyvolení dvanácti apoštolů

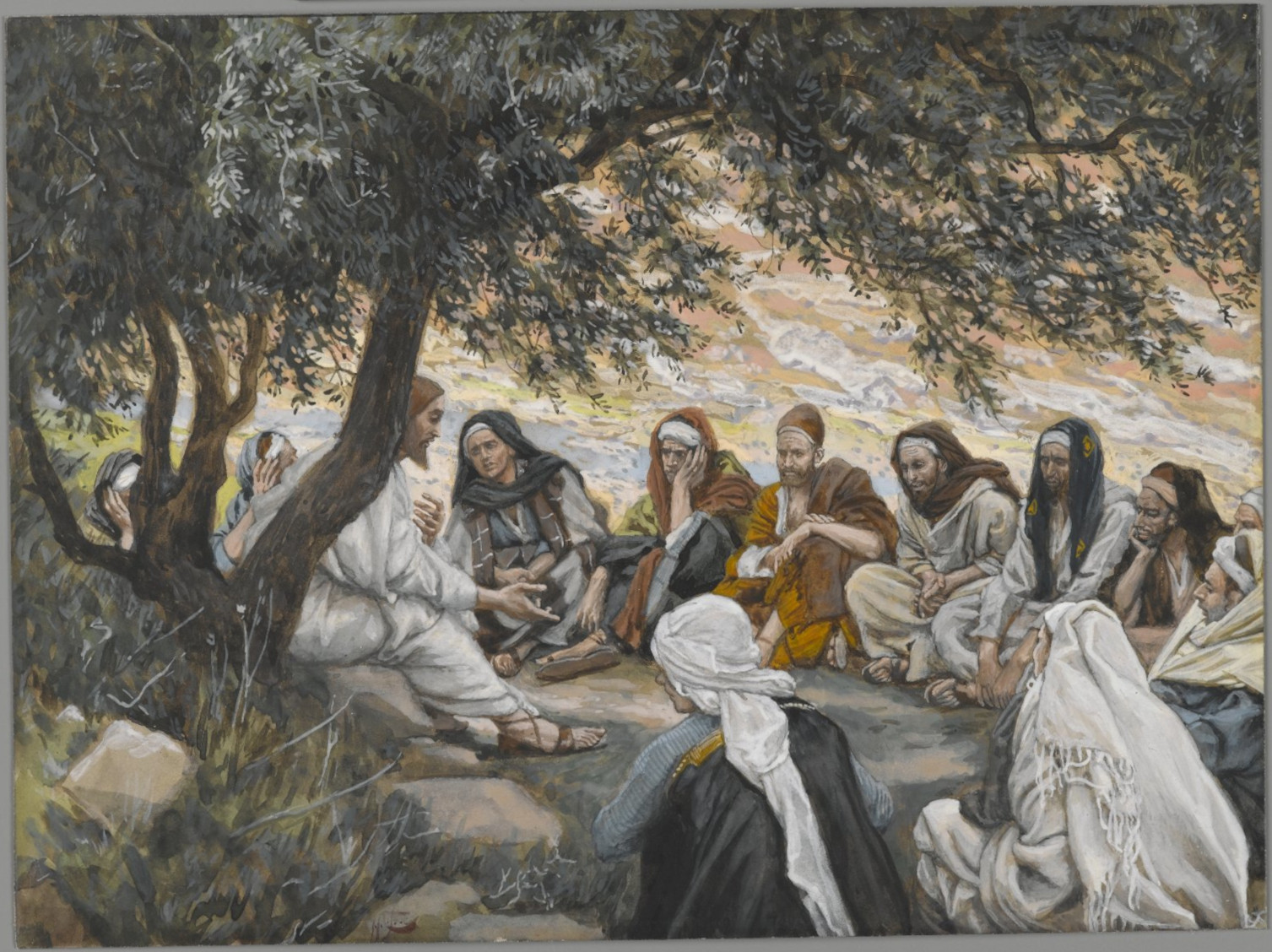
James Tissot, Povzbuzení apoštolů

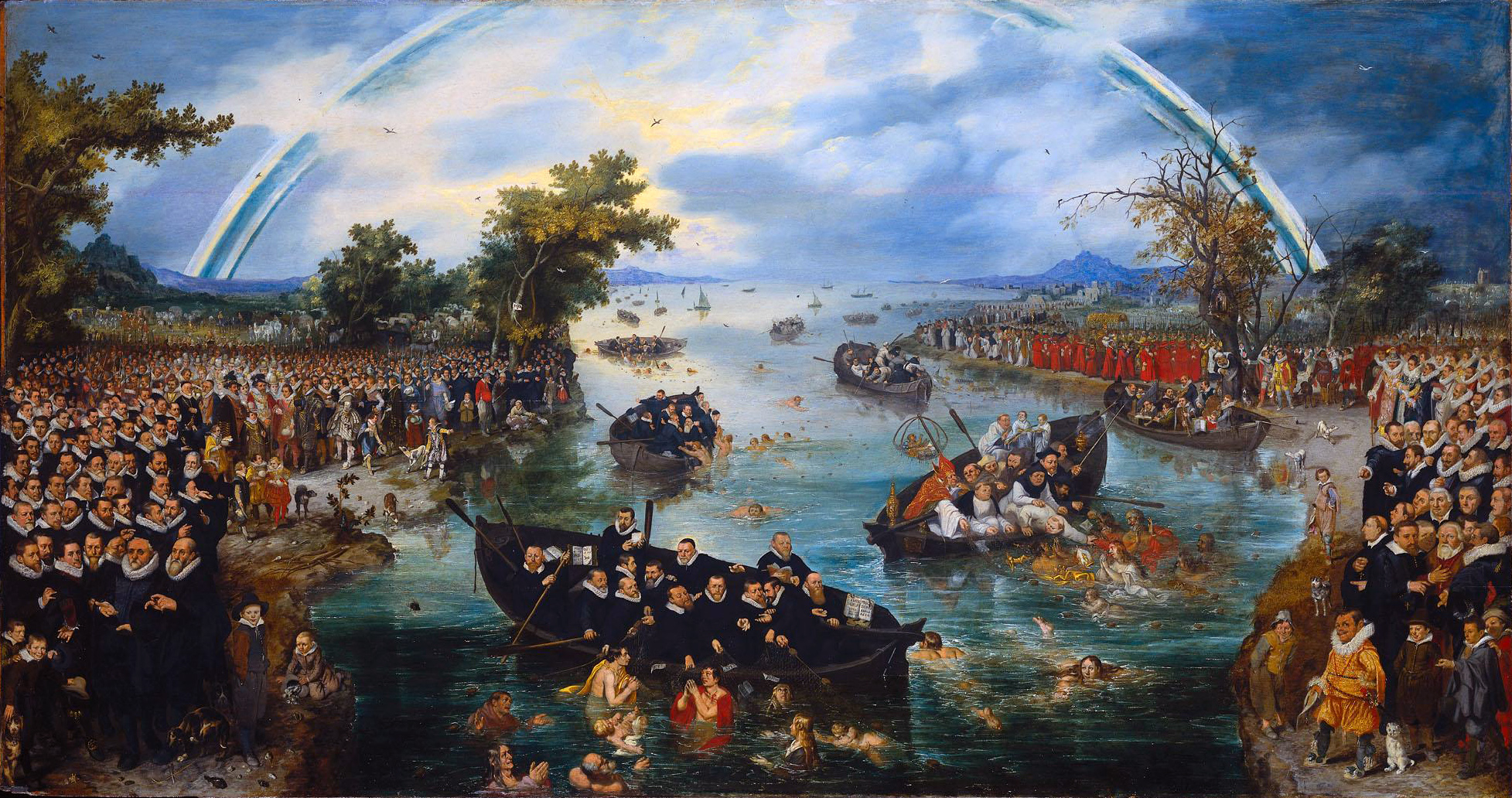
Adriaen van de Venne: Rybolov duší, olej na desce, 1614

Vyvolení dvanácti apoštolů je epizoda z Ježíšova působení, která se objevuje ve třech synoptických evangeliích. Vypráví o prvním výběru dvanácti apoštolů z Ježíšových učedníků.
V Matoušově evangeliu se tato událost odehrává krátce před zázrakem muže s odumřelou rukou – Mt 12, 9–13 (Kral, ČEP), Mk 3, 1–6 (Kral, ČEP) a Lk 6, 6–11 (Kral, ČEP). V Markově a Lukášově evangeliu se objevuje krátce po tomto zázraku.
Zavolal svých dvanáct učedníků a dal jim moc nad nečistými duchy, aby je vymítali a uzdravovali každou nemoc a každou chorobu. Jména těch dvanácti apoštolů jsou: první Šimon, zvaný Petr, jeho bratr Ondřej, Jakub Zebedeův, jeho bratr Jan, Filip, Bartoloměj, Tomáš, celník Matouš, Jakub Alfeův, Tadeáš, Šimon Kananejský a Iškariotský Jidáš, který ho pak zradil. 
— Matouš 10,1–4

Vystoupil na horu a zavolal k sobě ty, které si vyvolil; i přišli k němu. Ustanovil jich dvanáct, aby byli s ním, aby je posílal kázat a aby měli moc vymítat zlé duchy. Ustanovil těchto dvanáct: Petra – toto jméno dal Šimonovi – Jakuba Zebedeova a jeho bratra Jana, jimž dal jméno Boanerges, což znamená ‚synové hromu‘, Ondřeje, Filipa, Bartoloměje, Matouše, Tomáše, Jakuba Alfeova, Tadeáše, Šimona Kananejského a Iškariotského Jidáše, který ho pak zradil. 
— Marek 3,13–19

V těch dnech vyšel na horu k modlitbě; a celou noc se tam modlil k Bohu. Když nastal den, zavolal k sobě své učedníky a vyvolil z nich dvanáct, které také nazval apoštoly: Šimona, kterému dal jméno Petr, jeho bratra Ondřeje, Jakuba, Jana, Filipa, Bartoloměje, Matouše, Tomáše, Jakuba Alfeova, Šimona zvaného Zélóta, Judu Jakubova a Jidáše Iškariotského, který se pak stal zrádcem. 
— Lukáš 6,12–16

## Seznamy dvanácti apoštolů v Novém zákoně

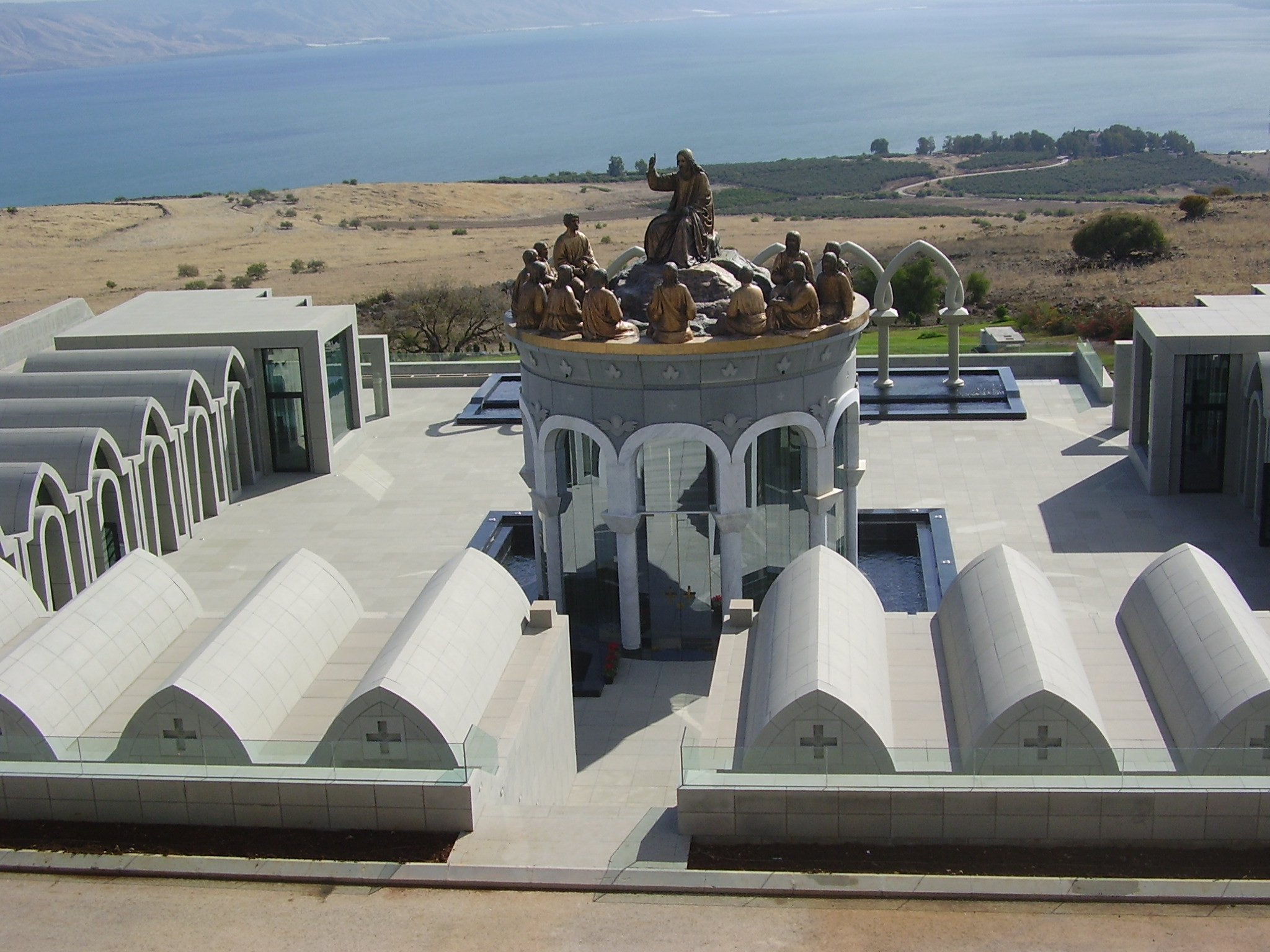
Pomník Ježíše a dvanácti apoštolů v Domus Galilaeae, Izrael

Každý ze čtyř seznamů apoštolů v Novém zákoně uvádí, že všichni apoštolové byli muži. Kanonická evangelia a kniha Skutků apoštolů uvádějí různá jména dvanácti apoštolů. Seznam v Lukášově evangeliu se od Matoušova a Markova liší v jednom bodě. Místo „Tadeáše“ uvádí „Judu, syna Jakubova.“ Všechny výčty se objevují ve třech skupinách, přičemž v každé skupině jsou vždy stejní čtyři apoštolové. Každou skupinu vede vždy stejný apoštol, i když pořadí zbývajících tří jmen ve skupině se liší. Petr je tedy vždy uveden jako první, Filip je vždy uveden jako pátý a Jakub, syn Alfeův, je vždy uveden jako devátý. Jidáš Iškariotský je vždy uveden jako poslední.
Na rozdíl od synoptických evangelií neobsahuje Janovo evangelium formální seznam apoštolů. Ačkoli se v něm hovoří o „Dvanácti“, evangelium nepředkládá žádné bližší informace o tom, kdo těchto dvanáct apoštolů vlastně bylo, a autor Janova evangelia je všechny nezmiňuje jmenovitě. V Janově evangeliu také nejsou odděleny pojmy „apoštolové“ a „učedníci“.
Podle Nového zákona byly mezi dvanácti apoštoly pouze dva bratrské páry: Petr a Ondřej, synové Jonášovi, a Jakub a Jan, synové Zebedeovi. Vzhledem k tomu, že otec Jakuba, syna Alfeova, i Matouše se jmenuje Alfeus, byli podle tradice pravoslavné církve tito dva také bratři. Podle tradice katolické církve založené na spisu apoštolského otce Papiáše z Hierapolisu byli apoštolové Jakub, syn Alfeův, a Tadeáš bratry a syny Alfea (jménem též Kleofáš) a jeho manželky Marie Kleofášovy, která byla sestrou Ježíšovy matky. Zlatá legenda, kterou sestavil Jacobus de Voragine ve 13. století, přidává ke dvěma apoštolům také Šimona Zélótu.
|     | Matoušovo evangelium                                                    | Markovo evangelium                                       | Lukášové evangelium                                            | Janovo evangelium                                              | Skutky apoštolů                                                |
| --- | ----------------------------------------------------------------------- | -------------------------------------------------------- | -------------------------------------------------------------- | -------------------------------------------------------------- | -------------------------------------------------------------- |
| 1.  | Šimon („známý také jako Petr“)                                          | Šimon („kterému dal jméno Petr“)                         | Šimon („kterého pojmenoval Petr“)                              | Šimon Petr / Kéfas „což je v překladu Petr“                    | Petr                                                           |
| 2.  | Ondřej („jeho [Petrův] bratr“)                                          | Ondřej                                                   | Ondřej („jeho [Petrův] bratr“)                                 | Ondřej („bratr Šimona Petra“)                                  | Ondřej                                                         |
| 3.  | Jakub („syn Zebedeův“)                                                  | Jakub („syn Zebedeův“) / jeden z „Boanerges (Βοανηργές)“ | Jakub                                                          | jeden ze „synů Zebedeových“                                    | Jakub                                                          |
| 4.  | Jan („jeho [Jakubův] bratr“)                                            | Jan („bratr Jakubův“) / jeden z „Boanerges“              | Jan                                                            | jeden ze „synů Zebedeových“ / „učedník, kterého Ježíš miloval“ | Jan                                                            |
| 5.  | Filip                                                                   | Filip                                                    | Filip                                                          | Filip                                                          | Filip                                                          |
| 6.  | Bartoloměj                                                              | Bartoloměj                                               | Bartoloměj                                                     | Natanael                                                       | Bartoloměj                                                     |
| 7.  | Tomáš                                                                   | Tomáš                                                    | Tomáš                                                          | Tomáš („zvaný též Didymus“)                                    | Tomáš                                                          |
| 8.  | Matouš („ten publikán“)                                                 | Matouš / Levi                                            | Matouš / Levi                                                  | není zmíněn                                                    | Matouš                                                         |
| 9.  | Jakub („syn Alfeův“)                                                    | Jakub („syn Alfeův“)                                     | Jakub („syn Alfeův“)                                           | není zmíněn                                                    | Jakub („syn Alfeův“)                                           |
| 10. | Tadeáš (nebo „Lebbaeus“); v některých překladech nazývaný „Juda Zélota“ | Tadeáš                                                   | Juda („syn Jakubův“, v některých překladech uváděn jako bratr) | Juda („ne Iškariotský“)                                        | Juda („syn Jakubův“, v některých překladech uváděn jako bratr) |
| 11. | Šimon („Kananejský“)                                                    | Šimon („Kananejský“)                                     | Šimon („který se nazýval horlivec [Zélóta]“)                   | není zmíněn                                                    | Šimon („horlivec [Zélóta]“)                                    |
| 12. | Jidáš Iškariotský                                                       | Jidáš Iškariotský                                        | Jidáš Iškariotský                                              | Jidáš („syn Šimona Iškariotského“)                             | (Jidáš, kterého nahradil Matěj)                                |

### Vnitřní kruh mezi Dvanácti apoštoly
Petr, Jakub, syn Zebedeův, a Jakubův bratr Jan tvořili v evangeliích neformální triumvirát dvanácti apoštolů. Ježíš je pozval, aby byli jako jediní apoštolové přítomni při třech významných příležitostech během jeho veřejného působení: při vzkříšení Jairovy dcery, při Ježíšově proměnění a při agónii v Getsemanské zahradě.
V době raně křesťanské církve byli jako vedoucí trojice mezi apoštoly uznáváni Petr, Jan a Jakub, Ježíšův bratr, známí pod souhrnným označením tři pilíře církve. Podle tradice katolické církve založené na Jeronýmově spisu je tento Jakub ztotožňován s apoštolem Jakubem, synem Alfeovým.
Dva z vedoucího triumvirátu, Petr a Jan, byli navíc Ježíšem posláni do města, aby připravili poslední velikonoční jídlo (poslední večeři), a byli také jediní dva ze sboru apoštolů, kteří navštívili nově obrácené věřící v Samaří. Pokud má být Jan ztotožňován s učedníkem, kterého Ježíš miloval, pak to byli také pouze Petr a Jan, kdo následovali Ježíše po jeho zajetí v Getsemanské zahradě a kdo běželi k prázdnému hrobu poté, co Marie Magdaléna dosvědčila Ježíšovo vzkříšení.

### Nahrazení Jidáše Iškariotského
Hlavní článek: Apoštol Matěj
Poté, co Jidáš zradil Ježíše (a pak z pocitu viny spáchal před Kristovým vzkříšením sebevraždu, jak vypráví jedno z evangelií), bylo apoštolů jedenáct. O této skupině se mluví jako o „jedenácti“ v Mk 16, 14 (Kral, ČEP) (součást „delšího konce“ Markova evangelia) a v Lk 24, 9–33 (Kral, ČEP). Ve Sk 1, 26 (Kral, ČEP) jsou „jedenácti apoštoly“, v Mt 28, 16 (Kral, ČEP) jsou „jedenácti učedníky“. Když byl Ježíš od nich vzat a připravil je na příchod Ducha svatého, kterého jim slíbil, Petr bratřím poradil:
V těch dnech vstal Petr ve shromáždění bratří – bylo tam pohromadě asi sto dvacet lidí – a řekl: „Bratří, muselo se splnit slovo Písma, kde Duch svatý už ústy Davidovými mluvil o Jidášovi, o tom, který na Ježíše přivedl stráže,  ačkoliv patřil do počtu nás Dvanácti a byl vyvolen ke stejné službě. Z odměny za svůj zlý čin si koupil pole, ale pak se střemhlav zřítil, jeho tělo se roztrhlo a všechny vnitřnosti vyhřezly. Všichni obyvatelé Jeruzaléma se o tom dověděli a začali tomu poli říkat ve svém jazyce Hakeldama, to znamená Krvavé pole. Neboť je psáno v Knize žalmů: ‚Jeho obydlí ať zpustne, ať není nikoho, kdo by v něm bydlel;‘ a jinde je psáno: ‚Jeho pověření ať převezme jiný.‘  Proto jeden z těch mužů, kteří s námi chodili po celý čas, kdy Pán Ježíš byl mezi námi, od křtu Janova až do dne, kdy byl od nás vzat, musí se spolu s námi stát svědkem jeho zmrtvýchvstání.“
— Sk 1, 15–22 (Kral, ČEP)
V době mezi Ježíšovým nanebevstoupením a dnem Letnic tedy zbývající apoštolové zvolili dvanáctého apoštola losováním, což je tradiční izraelský způsob určování Boží vůle – viz Př 16, 33 (Kral, ČEP). Los padl na Matěje.
Zdá se, že první historickou zmínku o dvanácti apoštolech uvádí apoštol Pavel ve svém Prvním listě Korintským: „Odevzdal jsem vám především, co jsem sám přijal, že Kristus zemřel za naše hříchy podle Písem a byl pohřben; byl vzkříšen třetího dne podle Písem, ukázal se Petrovi, potom Dvanácti“ 1Kor 15, 3–5 (Kral, ČEP).

### Další apoštolové zmínění v Novém zákoně
| Osoba nazývaná apoštol           | Kde v Písmu                                   | Poznámky |
| -------------------------------- | --------------------------------------------- | --- |
| Barnabáš                         | Sk 14, 14 (Kral, ČEP)                         | — |
| Jakub Spravedlivý, bratr Ježíšův | 1Kor 15, 7 (Kral, ČEP), Gal 1, 19 (Kral, ČEP) | — |
| Andronikus a Junie               | Řím 16, 7 (Kral, ČEP)                         | Pavel uvádí, že Andronikus a Junia byli „významní mezi apoštoly“. To se tradičně vykládá jedním ze dvou způsobů: - Andronikus a Junia byli „významní mezi apoštoly“, tedy význační apoštolové. - Andronikus a Junia byli „dobře známí mezi apoštoly“, což znamená „dobře známí apoštolům“. Pokud je správný první názor, pak Pavel může mít na mysli ženského apoštola – řecké jméno (Iounian) je v akuzativu a mohlo by být buď Junia (žena), nebo Junias (muž). Pozdější rukopisy přidávají přízvuky, aby bylo jednoznačně Junias; nicméně zatímco „Junia“ bylo běžné jméno, „Junias“ nebylo, a různé biblické překlady upřednostňují obě možnosti. Podle druhého názoru se Pavel pouze zmiňuje o výjimečném charakteru těchto dvou lidí, který byl uznán apoštoly. Historicky bylo prakticky nemožné určit, který z obou názorů byl správný. Druhý názor v posledních letech z vědeckého hlediska obhajují Daniel Wallace a Michael Burer. |

#### Sedmdesát učedníků
Hlavní článek: Sedmdesát učedníků
„Sedmdesát učedníků“ nebo „sedmdesát dva učedníků“ (ve východních křesťanských tradicích známých jako „sedmdesát apoštolů“) byli Ježíšovi první vyslanci, o nichž se zmiňuje Lukášovo evangelium. Podle Lukáše, jediného evangelia, v němž se objevují, je Ježíš jmenoval a vyslal po dvojicích na konkrétní misi, která je v textu podrobně popsána.
V západním křesťanství jsou obvykle označováni jako učedníci, zatímco ve východním křesťanství jsou obvykle označováni jako apoštolové. Při použití původních řeckých slov jsou oba tituly popisné, protože apoštol je ten, kdo je vyslán na misii (řečtina používá slovesný tvar: apesteilen), zatímco učedník je student, ale obě tradice se liší v rozsahu slov apoštol a učedník.

### Pavel, apoštol národů
Hlavní článek: Pavel z Tarsu

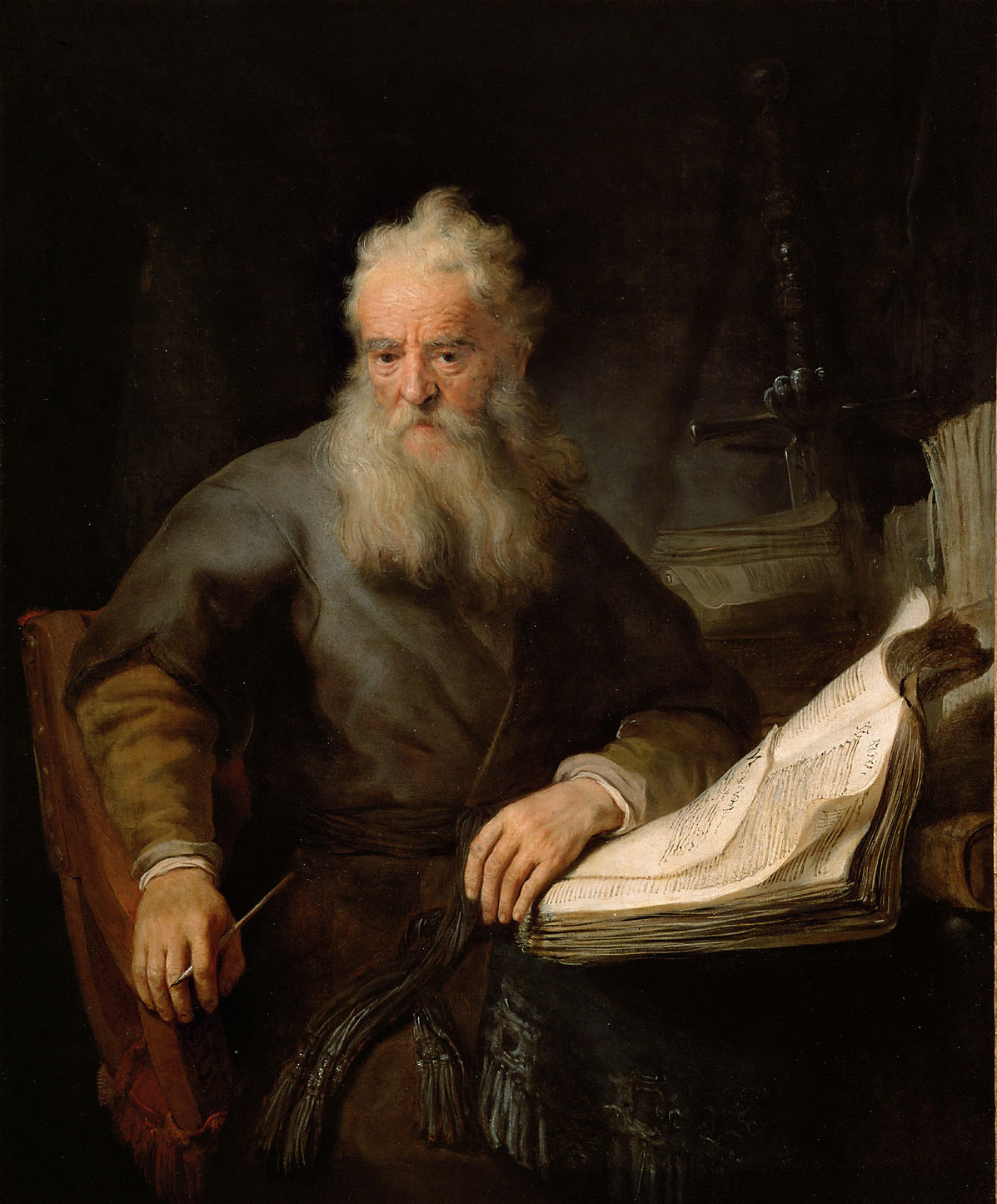
Apoštol Pavel, Rembrandt, asi 1633

Ačkoli Pavel, Žid jménem Saul, nebyl jedním z apoštolů povolaných za Ježíšova života, po svém obrácení si nárokoval zvláštní pověření od Ježíše po jeho nanebevstoupení jako „apoštol pohanů“, aby šířil poselství evangelia. Ve svých spisech, listech křesťanským církvím po celé Levantě, Pavel neomezoval pojem „apoštol“ na dvanáct a často jako o apoštolovi mluví o svém učiteli Barnabášovi.
Pavel, ačkoli nepatřil mezi původních dvanáct apoštolů, se ve svých spisech označil za apoštola. Povolal ho sám vzkříšený Ježíš během události na cestě do Damašku. Spolu s Barnabášem mu byla přidělena role apoštola v církvi.
Protože Pavel tvrdil, že evangelium nepřijal z učení Dvanácti apoštolů, ale výhradně a přímo skrze osobní zjevení od Ježíše po nanebevstoupení, tedy po Ježíšově smrti a zmrtvýchvstání (nikoli před ním jako Dvanáct), musel Pavel často obhajovat svou apoštolskou autoritu (1Kor , 9 (Kral, ČEP) „Nejsem snad apoštol?“) a prohlašovat, že viděl Ježíše a byl jím pomazán na cestě do Damašku.
Pavel se možná považoval za horšího než ostatní apoštolové, protože původně pronásledoval Kristovy stoupence, přičemž si myslel, že není ani v nejmenším horší než tito „nadapoštolové“ a nechybí mu „vědomosti“.
Pavel sám sebe označil za apoštola pohanů. Podle Pavlova vyprávění v listu Galaťanům Jakub, Petr a Jan v Jeruzalémě přijali „milost“ danou Pavlovi a souhlasili s tím, aby Pavel a Barnabáš šli k pohanům (konkrétně k těm, kteří nejsou obřezáni), a tři apoštolové, kteří se „jevili jako sloupy“, k obřezaným. Navzdory Malému poslání z desátého kapitoly Matoušova evangelia (viz Mt 10 (Kral, ČEP)) neomezilo Dvanáct apoštolů své poslání pouze na Židy, neboť za prvního obráceného pohana je všeobecně považován setník Kornélius, kterého obrátil Petr, a Velké poslání vzkříšeného Ježíše je určeno konkrétně „všem národům“.
Jak uvádí Catholic Encyclopedia, „je okamžitě zřejmé, že v křesťanském smyslu mohl být ,apoštolemʻ nazýván každý, kdo přijal od Boha nebo Krista poslání sloužit lidem“; tím se původní smysl rozšířil i mimo dvanáct apoštolů.

## Úmrtí

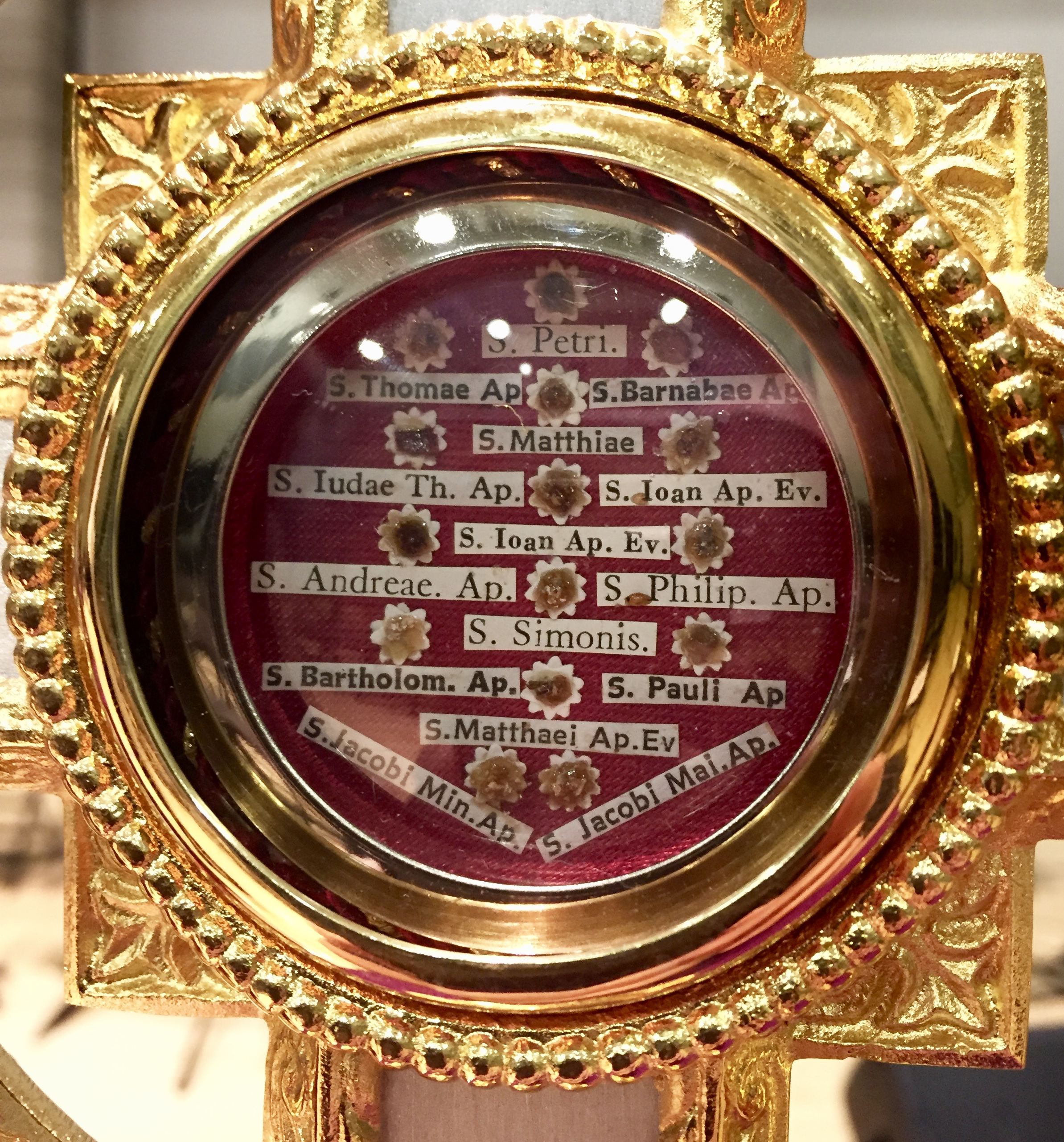
Relikvie apoštolů v roce 2017, během jejich putování po Utahu

Křesťanská tradice obecně uvádí, že z dvanácti apoštolů, kteří po Matějově zvolení nesli tento titul, bylo všech dvanáct apoštolů kromě Jana umučeno. Tradičně se má za to, že Jan všechny přežil, dožil se vysokého věku a zemřel přirozenou smrtí v Efezu někdy po roce 98, za vlády císaře Trajána. V Novém zákoně je však popsána pouze smrt jeho bratra Jakuba, který zemřel jako první apoštol asi v roce 44 n. l. – Sk 12, 1–2 (Kral, ČEP).
Matouš – Mt 27, 5 (Kral, ČEP) říká, že Jidáš Iškariotský hodil stříbro, které dostal za zradu Ježíše, dolů do chrámu a pak se šel oběsit. Ve Skutcích – Sk 1, 18 (Kral, ČEP) se píše, že si koupil pole, pak „se střemhlav zřítil, jeho tělo se roztrhlo a všechny vnitřnosti vyhřezly“.
Podle historika Edwarda Gibbona z 18. století se první křesťané (druhá polovina 2. století a první polovina 3. století) domnívali, že umučeni byli pouze Petr, Pavel a Jakub, syn Zebedeův. Ostatní nebo dokonce všechna tvrzení o umučených apoštolech se neopírají o historické nebo biblické důkazy, ale pouze o pozdější legendy.

### Relikvie a místa pohřbů
Relikvie apoštolů si připisují různé kostely, mnohé z nich v Evropě.
| Bartoloměj        | pohřben v bazilice v Beneventu, Itálie, nebo v bazilice svatého Bartoloměje all'Isola, Řím, Itálie. |
| Filip             | pohřben v kostele svatých apoštolů v Římě nebo možná v Hierapolisu v současném Turecku |
| Jakub Veliký      | pohřben v katedrále v Santiagu de Compostela, Santiago de Compostela, Galicie, Španělsko |
| Jakub, syn Alfeův | pohřben v katedrále svatého Jakuba v Jeruzalémě nebo v kostele svatých apoštolů v Římě |
| Jan               | nemá žádné ostatky. Při otevření jeho hrobu (v bazilice sv. Jana v Efezu) za vlády Konstantina Velikého nebyly nalezeny žádné kosti, což dalo podnět k domněnce, že jeho tělo bylo vzato do nebe                                           |
| Jidáš Iškariotský | pohřben v Akeldamě u Jeruzaléma (podle Matoušova evangelia a Skutků apoštolů) |
| Juda Tadeáš       | pohřben v bazilice svatého Petra pod oltářem svatého Josefa se svatým Šimonem Zlatoústým; dvě kosti (relikvie) se nacházejí v Národní svatyni svatého Judy v Chicagu; další relikvie si nárokují katedrála v Remeši a katedrála v Toulouse |
| Matouš            | pohřben v katedrále v Salernu v Itálii |
| Matěj             | pohřben v opatství svatého Matěje v Trevíru, Německo |
| Ondřej            | pohřben v katedrále svatého Ondřeje v Patrasu, Řecko |
| Pavel             | relikvie se nacházejí v bazilice svatého Pavla za hradbami v Římě; lebka se nachází v arcibazilice svatého Jana Lateránského vedle lebky svatého Petra                                                                                     |
| Petr              | pohřben v bazilice svatého Petra ve Vatikánu v Římě v Itálii; lebka se nachází v arcibazilice svatého Jana Lateránského vedle lebky svatého Pavla                                                                                          |
| Šimon Horlivec    | pohřben v bazilice svatého Petra v Římě pod oltářem svatého Josefa se svatým Judou |
| Tomáš             | pohřben v bazilice svatého Tomáše v indickém Čennaí nebo v bazilice svatého Tomáše apoštola v italské Ortoně |

## Odkaz
Ve 2. století n. l. bylo spojení s apoštoly považováno za důkaz autority. Církve, o nichž se věřilo, že je založil některý z apoštolů, se nazývají apoštolské stolce.
Pavlovy listy byly přijímány jako Písmo svaté a dvě ze čtyř kanonických evangelií byla spojována s apoštoly, stejně jako další novozákonní díla. Apoštolům byly připisovány různé křesťanské texty, například Didaché a Apoštolské konstituce. Apoštolské vyznání víry, oblíbené na Západě, údajně sepsali sami apoštolové.
Biskupové se odvozovali od jednotlivých apoštolů, kteří se údajně rozptýlili z Jeruzaléma a zakládali církve na velkých územích. Křesťanští biskupové se tradičně hlásili k autoritě odvozené na základě apoštolské posloupnosti od dvanácti apoštolů.
Raní církevní otcové, kteří byli spojováni s apoštoly – například papež Klement I. se svatým Petrem – jsou označováni jako apoštolští otcové.